# Scy-Chazelles
Scy-Chazelles là một xã trong vùng Grand Est, thuộc tỉnh Moselle, quận Metz-Campagne, tổng Woippy. Tọa độ địa lý của xã là 49° 06' vĩ độ bắc, 06° 06' kinh độ đông. Scy-Chazelles nằm trên độ cao trung bình là 300 mét trên mực nước biển, có điểm thấp nhất là 165 mét và điểm cao nhất là 360 mét. Xã có diện tích 4,52 km², dân số vào thời điểm 2006 là 2861 người; mật độ dân số là 572 người/km².

## Thông tin nhân khẩu
| 1962  | 1968  | 1975  | 1982  | 1990  | 1999  |
| ----- | ----- | ----- | ----- | ----- | ----- |
| 1 841 | 2 123 | 2 044 | 1 991 | 2 129 | 2 482 |